# Faïz Selemani
Faïz Selemani (Marseille, 17 november 1993) is een in Frankrijk geboren Comorees voetballer die sinds 2025 uitkomt voor Qatar SC. Selemani is een vleugelspeler die als rechtsachter, rechtermiddenvelder en rechtsvoor kan worden uitgespeeld.

## Clubcarrière

### Frankrijk
Selemani genoot zijn jeugdopleiding bij Olympique Marseille. De vleugelspeler slaagde er echter niet in om door de stromen naar de A-kern van de Franse topclub, waarop hij afzakte naar FC Côte Bleue, een amateurclub uit de agglomeratie van Marseille. Na drie jaar werd hij er opgepikt door derdeklasser Marseille Consolat. Via de tweede club van Marseille slaagde Selemani er alsnog in om een profcarrière uit te bouwen: na één seizoen versierde hij al een transfer naar tweedeklasser Chamois Niortais FC. Bij Chamois Niortais werd hij meteen een basisspeler: in zijn eerste seizoen speelde hij dertig wedstrijden in de Ligue 2, waarin hij drie keer scoorde en vier assists gaf.
Selemani maakte in zijn debuutseizoen bij Chamois Niortais zoveel indruk dat hij een transfer versierde naar FC Lorient. Selemani maakte zijn Ligue 1-debuut op 13 augustus 2016 tegen Stade Malherbe Caen, maar voor de rest waren zijn speelminuten in de heenronde – mede door een enkelblessure – vrij beperkt. De club, die hem ook vijf keer liet opdraven in de CFA met het beloftenelftal van de club, leende hem dan ook voor de rest van het seizoen uit aan tweedeklasser Tours FC. Selemani keerde na zes maanden terug naar Lorient, dat intussen ook was gedegradeerd naar de Ligue 2. Selemani kwam ditmaal vaker in actie voor de club, maar toch leende de club hem in januari 2018 opnieuw uit, ditmaal aan reeksgenoot AC Ajaccio.

### België
Het tweede afscheid bij Lorient bleek ditmaal definitief: bij zijn terugkeer in de zomer van 2018 liet Lorient weten dat Selemani niet meer in de plannen van trainer Mickaël Landreau paste. De vleugelspeler trok daarop naar de Belgische tweedeklasser Union Sint-Gillis, waar hij een contract voor drie seizoenen met optie op een extra seizoen ondertekende. Bij Union werd hij al snel een sterkhouder: zo scoorde hij in de bekerwedstrijd tegen KRC Genk in de strafschoppenreeks de beslissende penalty met een panenka. Selemani scoorde in de reguliere competitie negen goals in twintig wedstrijden voor Union, in Play-off 2 scoorde hij in tien wedstrijden zelfs acht keer.
Op de openingsspeeldag van het seizoen 2019/20 had Selemani met twee goals en een assist nog een reuzegroot aandeel in de 3-0-zege van Union tegen KSV Roeselare. Kort daarop werd de flankaanvaller, die op een transfer aasde, naar de B-kern gestuurd omdat Union niet kon leven met zijn houding. Toen Selemani zich naar het trainingscomplex begaf, werd hij door de security naar de uitgang begeleid. Selemani verbrak daarop zijn contract bij Union en werd enkele dagen later opgevist door KV Kortrijk. Union vocht deze transfer aan, waardoor Selemani lange tijd niet inzetbaar was voor Kortrijk. Pas in november 2019 haalde Selemani in beroep zijn gelijk voor de rechter. Selemani verklaarde later dat hij niet overweg kon met toenmalig Union-trainer Thomas Christiansen: volgens Selemani had de Deense Spanjaard hem beloofd dat hij weg mocht als hij goed presteerde en er een goed bod kwam, om die belofte vervolgens niet na te komen.
Op 1 december 2019 maakte hij in de competitiewedstrijd tegen AA Gent zijn langverwachte officiële debuut voor Kortrijk. Door de vroegtijdige stopzetting van de competitie vanwege de coronacrisis kwam hij in het seizoen 2019/20 aan slechts negen officiële wedstrijden. In zijn eerste volledige seizoen bij Kortrijk was de Comorees goed voor tien goals en zeven assists in alle competities. Op het einde van het seizoen liet Selemani echter weten dat hij zijn contract, dat nog één jaar liep, voorlopig niet wenste te verlengen. Selemani bereidde het seizoen 2021/22 voor bij Kortrijk en scoorde op de eerste twee competitiespeeldagen tegen RFC Seraing en Antwerp FC, waardoor Kortrijk na afloop van de tweede speeldag zowaar even aan de leiding stond in de Jupiler Pro League. Desondanks sloot Selemani – die nochtans aangaf zich goed te voelen onder trainer Luka Elsner, waarmee hij ook bij Union al had samengewerkt – een vertrek nog steeds niet uit. Uiteindelijk verlengde Selemani zijn contract, dat op het einde van het seizoen afliep, in oktober 2021 toch met drie jaar. Na de contractverlenging nam KV Kortrijk de boete van 530.000 euro die Selemani aan Union moest betalen op zich, waardoor Selemani niet langer moest leven met een maandsalaris van 1200 euro als gevolg van het loonbeslag.

## Clubstatistieken
| Seizoen | Club               | Land                   | Competitie           | Competitie | Competitie | Beker | Beker | Internationaal | Internationaal | Totaal | Totaal |
| Seizoen | Club               | Land                   | Competitie           | Wed.       | Dlp.       | Wed.  | Dlp.  | Wed.           | Dlp.           | Wed.   | Dlp.   |
| ------- | ------------------ | ---------------------- | -------------------- | ---------- | ---------- | ----- | ----- | -------------- | -------------- | ------ | ------ |
| 2014/15 | Marseille Consolat | Vlag van Frankrijk     | Championnat National | 21         | 2          | 4     | 0     | —              | —              | 25     | 2      |
| 2015/16 | Marseille Consolat | Vlag van Frankrijk     | Championnat National | 4          | 4          | 0     | 0     | —              | —              | 4      | 4      |
| 2015/16 | Chamois Niortais   | Vlag van Frankrijk     | Ligue 2              | 30         | 3          | 3     | 1     | —              | —              | 33     | 4      |
| 2016/17 | FC Lorient B       | Vlag van Frankrijk     | CFA                  | 5          | 2          | —     | —     | —              | —              | 5      | 2      |
| 2016/17 | FC Lorient         | Vlag van Frankrijk     | Ligue 1              | 3          | 0          | 0     | 0     | —              | —              | 3      | 0      |
| 2016/17 | → Tours FC         | Vlag van Frankrijk     | Ligue 2              | 16         | 2          | 0     | 0     | —              | —              | 16     | 2      |
| 2017/18 | FC Lorient         | Vlag van Frankrijk     | Ligue 2              | 16         | 2          | 3     | 0     | —              | —              | 19     | 2      |
| 2017/18 | → AC Ajaccio       | Vlag van Frankrijk     | Ligue 2              | 13         | 1          | 0     | 0     | —              | —              | 13     | 1      |
| 2018/19 | Union Sint-Gillis  | Vlag van België        | Eerste klasse B      | 30         | 17         | 4     | 0     | —              | —              | 34     | 17     |
| 2019/20 | Union Sint-Gillis  | Vlag van België        | Eerste klasse B      | 1          | 2          | 0     | 0     | —              | —              | 1      | 2      |
| 2019/20 | KV Kortrijk        | Vlag van België        | Eerste klasse A      | 7          | 1          | 2     | 0     | —              | —              | 9      | 1      |
| 2020/21 | KV Kortrijk        | Vlag van België        | Eerste klasse A      | 30         | 8          | 2     | 2     | —              | —              | 32     | 10     |
| 2021/22 | KV Kortrijk        | Vlag van België        | Eerste klasse A      | 29         | 13         | 3     | 0     | —              | —              | 32     | 13     |
| 2022/23 | KV Kortrijk        | Vlag van België        | Eerste klasse A      | 28         | 8          | 2     | 0     | —              | —              | 30     | 8      |
| 2023/24 | Al-Hazm Rass       | Vlag van Saoedi-Arabië | Saudi Pro League     | 26         | 7          | 2     | 2     | —              | —              | 28     | 9      |
| 2024/25 | Al-Riyad SC        | Vlag van Saoedi-Arabië | Saudi Pro League     | 28         | 6          | 2     | 1     | —              | —              | 30     | 7      |
| 2025/26 | Qatar SC           | Vlag van Qatar         | Qatar Stars League   | 0          | 0          | 0     | 0     | —              | —              | 0      | 0      |
| Totaal  | Totaal             | Totaal                 | Totaal               | 287        | 78         | 27    | 6     | 0              | 0              | 314    | 84     |

Bijgewerkt op 30 juli 2025.

## Interlandcarrière
Selemani werd geboren in Frankrijk, maar debuteerde in 2017 voor de Comoren. Hij werd voor het eerst geselecteerd voor de Afrika Cup-kwalificatiewedstrijd tegen Malawi op 10 juni 2017 en maakte zijn officiële debuut op 11 november 2017 in een vriendschappelijke interland tegen Madagaskar, waarin hij meteen goed was voor een assist. In december 2021 werd Selemani geselecteerd voor de Afrika Cup 2021. Hij kreeg er van bondscoach Amir Abdou een basisplaats in de tweede groepswedstrijd tegen Marokko (2-0-nederlaag) en in de derde groepswedstrijd tegen Ghana (2-3-winst).